# سیارک ۱۳۶۴
سیارک ۱۳۶۴ (به انگلیسی: 1364 Safara، نامگذاری:1935VB) هزار و سیصد و شصت و چهارمین سیارک کشف شده‌است که در ۱۸ نوامبر ۱۹۳۵ و در الجزیره کشف شد.
قدر مطلق سیارک برابر ۱۰٫۶۰ است.